# Benimàmet
Benimàmet és una pedania de València, inclosa en el barri dels Poblats de l'Oest, que limita pel nord i junt amb el camí vell de Llíria amb el municipi de Burjassot per mitjà dels carrers Dr. Bon, Alpont i Ramón Juan; i per l'Oest a través de l'Horta amb el barri de Beniferri (Camí Fondo). Al sud fins a la séquia de Mestalla, amb el barri de Campanar, i a l'oest amb el municipi de Paterna pel barranc d'Endolça, el que fa un total de 300 hectàrees.
Fins a l'any 1882 va ser un poble independent, moment en què va ser annexionat per València d'acord amb una llei que permetia a les ciutats annexionar-se municipis limítrofs amb menys de 2000 habitants; a causa d'açò, en l'actualitat, el col·lectiu Benimàmet Poble va iniciar als anys 1990 un procés de segregació de la ciutat de València. Durant la Guerra Civil espanyola fou la base del XIV Cos d'Exèrcit Guerriller.
En el seu territori està ubicada part de la Fira de Mostres de València i el Velòdrom Municipal Lluis Puig. És a més el lloc de naixement de l'arquitecte Santiago Calatrava.

## Transport

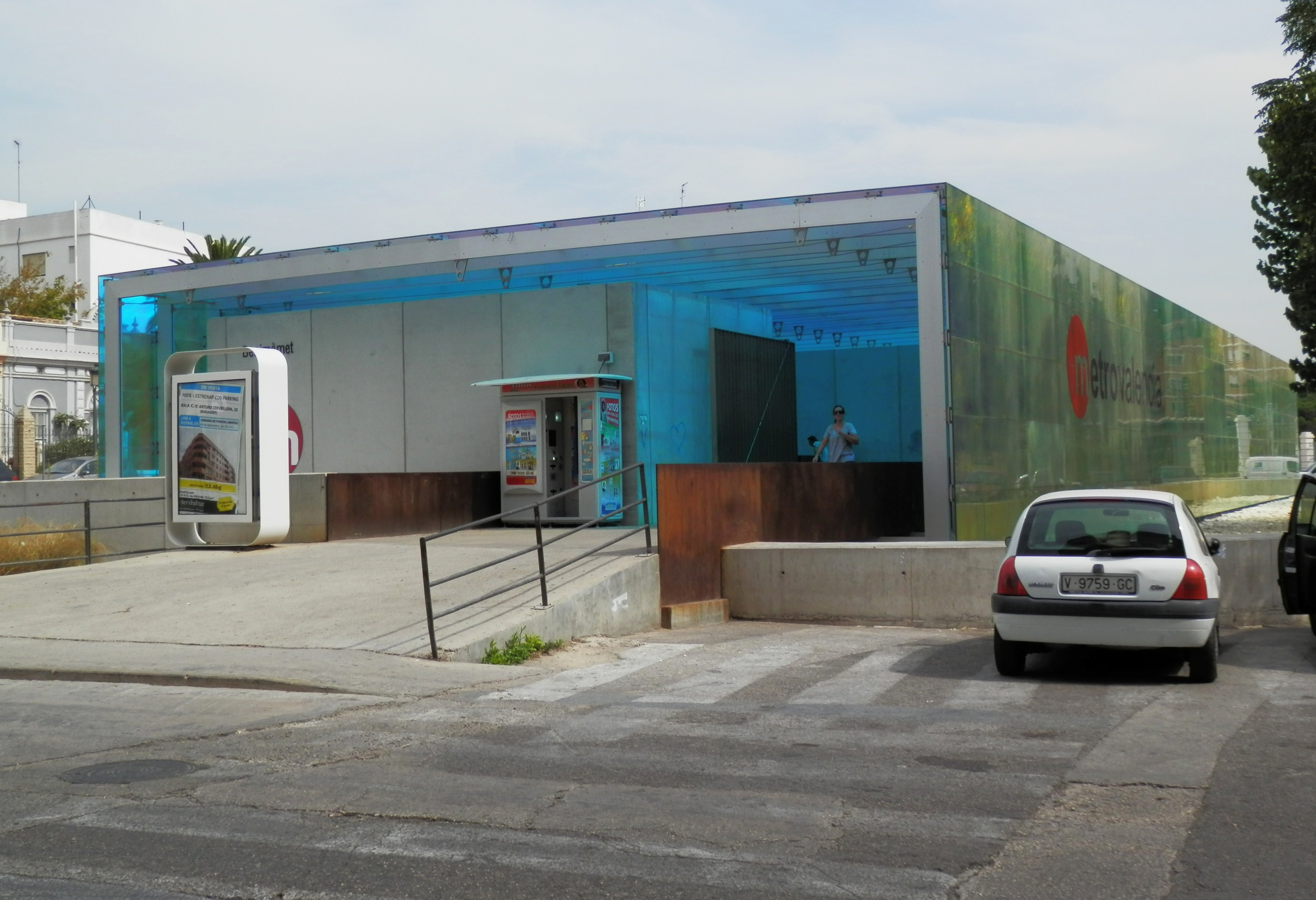
Estació de Benimàmet

- Ferrocarrils de la Generalitat Valenciana (FGV)-Metrovalència
  - Benimàmet - Les Carolines-Fira - Fira València
- Autobusos Metropolitans de València (Metrobus)[2]
  - 132
- Empresa Municipal de Transports de València (EMT)[3]
  - 62
- Valenbisi
  - Sense aparcaments.[4]